# Агашорин
Агашори́н (каз. Ағашорын) — село у складі Іртиського району Павлодарської області Казахстану. Адміністративний центр Агашоринського сільського округу.
Населення — 704 особи (2021; 733 у 2009, 861 у 1999, 650 у 1989).
Національний склад станом на 1989 рік:
- казахи — 58 %.